# 萨拉里亚门

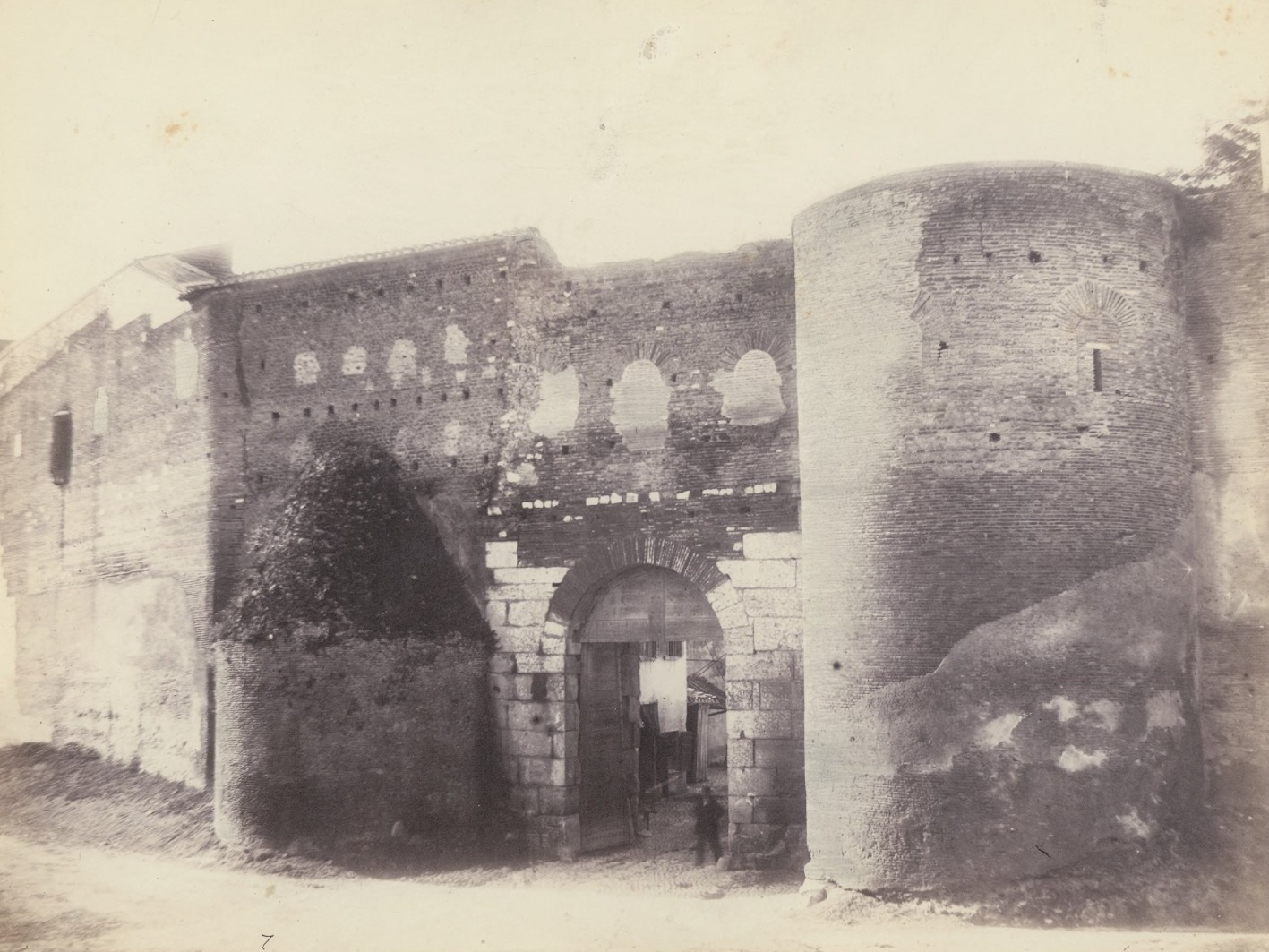
1871年時的薩拉里亞門

薩拉里亞門（Porta Salaria）是羅馬奧勒良城牆的城門之一，在1921年拆除。這座城門修建於3世紀。410年，哥特人國王亞拉里克一世從這座城門攻入羅馬，並洗劫了羅馬。1871年，該門被拆除，但在1873年重建。1921年，羅馬政府以改善交通為理由再次拆除該門。